# Потенціал глобального потепління
Потенціал глобального потепління (ПГП, англ. global warming potential, GWP) — коефіцієнт, що визначає ступінь впливу різних  парникових газів на глобальне потепління. Ефект від надходження газу в атмосферу оцінюється за певний проміжок часу. Як еталонний газ узято діоксид вуглецю (CO2), чий потенціал покладено рівним 1. Коефіцієнт ПГП було запроваджено 1997 року в  Кіотському протоколі.

## Значення
Час існування в атмосфері й потенціал глобального потепління деяких парникових газів для періодів 20, 100 і 500 років:
| Парниковий газ    | Хімічна формула | Час існування (років) | ПГП за період | ПГП за період | ПГП за період |
| ----------------- | --------------- | --------------------- | ------------- | ------------- | ------------- |
| Парниковий газ    | Хімічна формула | Час існування (років) | 20 років      | 100 років     | 500 років     |
| Діоксид вуглецю   | CO2             | Змінне значення       | 1             | 1             | 1             |
| Водень            | H2              | 2.5                   |               | 5.8           |               |
| Метан             | CH4             | 12                    | 72            | 25            | 7,6           |
| Закис азоту       | N2 O            | 114                   | 289           | 298           | 153           |
| HFC-23            | CHF3            | 270                   | 12 000        | 14800         | 12200         |
| HFC-134a          | CH2 FCF3        | 14                    | 3830          | 1430          | 435           |
| Гексафторид сірки | SF6             | 3200                  | 16300         | 22800         | 32600         |
| Тетрафторметан    | CF4             | 50 000                | 5210          | 7390          | 11200         |

## Наземні екосистеми
Наземні екосистеми в усьому світі були вирішальним союзником в боротьбі з викидами CO2[джерело?], які в 2019 році перевищили 40 мільярдів тонн.
У 2010 — 2019 роках бразильський басейн Амазонки виробив 16,6 мільярда тонн CO2, а поглинув 13,9 мільярда тонн. Застосовуючи методи аналізу супутникових даних, розроблені в Університеті Оклахоми, міжнародна група дослідників вперше[ненейтрально] показала, що деградація лісів є більшим джерелом CO2, ніж пряма їх вирубка, і призводить до потепління на планеті.
За той же 10-річний період деградація, зумовлена фрагментацією, вибіркової вирубкою або пожежами, які пошкоджують, але не знищують дерева, викликала втричі більше викидів, ніж пряме знищення лісів.
У басейні Амазонки розташовано близько половини тропічних лісів світу, які більш ефективно поглинають і накопичують вуглець, ніж інші типи лісів. Якщо регіон стане джерелом, а не «поглиначем» CO2, боротися з кліматичною кризою буде набагато складніше.